# LINE MUSIC
Line Music（風格化为LINE MUSIC）是由LY Corporation推出的付费订阅音乐流媒体服务，是建基于现存LINE应用程式的一套娱乐系统。用户使用该服务不仅可以流媒体点播歌曲，还可以将音乐直接分享到通訊軟體LINE。Line音乐部门主席为林淑俊。LINE Music是韓國NAVER VIBE音樂服務的海外版，如NAVER Clova一樣，在海外的服務皆由LINE品牌提供。

## 历史

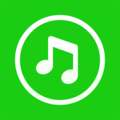
LINE MUSIC的初代標誌

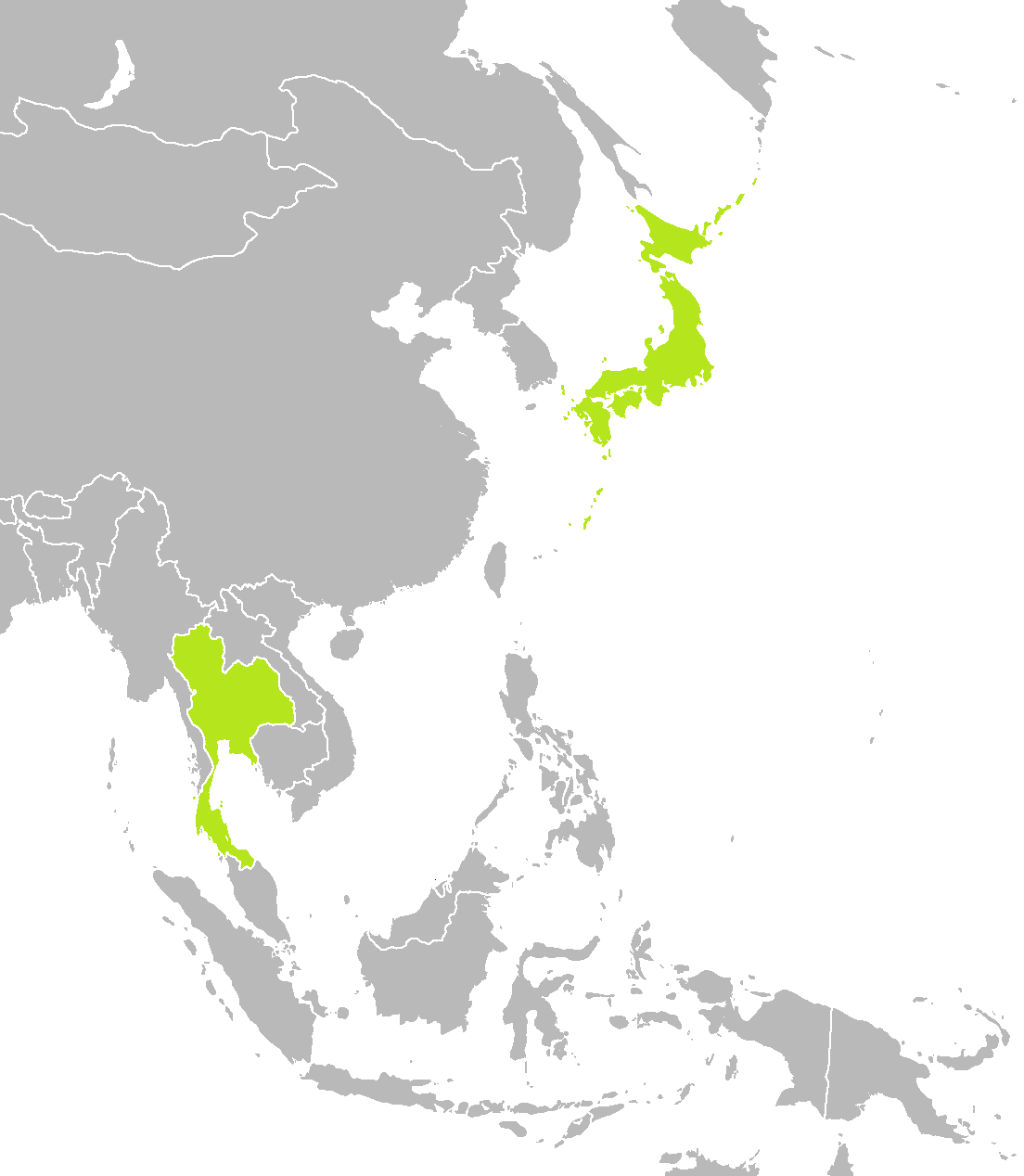
2015年8月登陆的亚洲国家

2014年12月，LINE公司透露计划将产业链扩展到消息服务Line之外，提供一站式娱乐门户，供用户利用LINE服务消费媒体。该计划于2014年10月已经制定，在LINE年度活动上公布。当时，该公司还宣布推出在线漫画服务和进军游戏产业，同时斥资4.8亿日元投资音乐流媒体部门。此前，LINE公司已与日本索尼音乐娱乐和爱贝克思集团签订版权协议。计划公布同月，公司从微软手中收购MixRadio，助力其音乐产业全球扩张。不过，LINE公司表示MixRadio会从母公司独立运营。
2015年6月11日，LINE公司在日本上线Line Music，同时与华纳音乐集团、环球音乐集团和国王唱片签约。
2015年8月，Line Music宣布登陆有3300万名注册用户的Line第二大用户国泰国。Line与RS Music、BEC-TERO、SpicyDisc和What The Duck等泰国主要音乐厂牌签订了版权合约。
2019年7月10日，Line Music在台湾上线。

## 特性
正式上线时，Line拥有全球30家音乐厂牌和出版商的150万首授权歌曲，到2016年增加到3000万首。
软件的另一大特点是与LINE通讯软件的合并，用户可以将音乐或播放列表直接发送给LINE的好友或群聊。此外，用户可以与正在聊天的用户同步播放歌曲。未订阅用户可以试听歌曲30秒。

## 推广
2015年7月11日，Line公司在日本的首支电视广告播出。

## 竞争
Line Music上线前，Deezer、Rdio和Tidal是泰国音乐流媒体市场仅有的竞争者，当时市场上还缺少Spotify等其他大公司。
和泰国不同，日本没有Spotify、Rdio、Deezer、Xbox Music和Pandora电台等流媒体服务，除了索尼娱乐网络推出的“音乐无极限”（Music Unlimited）服务。由于索尼2012年底决定从ITunes Store撤出曲库，加上垄断性行为，该服务的月费高达1480日元。音乐无极限服务下线后，索尼于2015年1月28日宣布推出与Spotify合作的PlayStation Music。2015年6月30日，苹果公司的Apple Music全球上线，成为日本流媒体行业的第三名竞争者。

## 评价
Line Music获得日本和泰国用户的热捧，两地上线首月下载量达620万次。

## 帐号与订阅级别
| 类别                 | 定价 | 去广告 | 试听时间      | 比特率                      |
| -------------------- | --- | ------ | ------------- | --------------------------- |
| 20小时试听（仅日本） | 每月500日元                                                                                                   | 是     | 每月仅200小时 | 320 kb/s、192 kb/s或64 kb/s |
| 无限                 | 每月1000日元/60泰洙；日本区一个月免费试用/泰国区两个月免费试用 日本区持有效学生证优惠价为300日元              | 是     | 无限          | 320 kb/s、192 kb/s或64 kb/s |
| 无限（台湾）         | 149元新台币和180元新台币 WOW 149计划每月提供三首个性化回电和来电铃声，WOW 180计划提供无限个性化回电和来电铃声 | 是     | 无限          | 320 kb/s或192 kb/s          |